# Roland Juno-6
De Roland Juno-6 is een 6-stemmig polyfone synthesizer, uitgebracht door Roland in 1982. Het is het eerste model in de Juno-reeks, en moest concurreren met de Korg Polysix die vlak daarvoor uitkwam.

## Details
De synthesizer werkt met schuifregelaars die direct de klank beïnvloeden, maar er is geen mogelijkheid om de gemaakte klanken op te slaan in het geheugen. Hierdoor werd de Juno-6 al snel vervangen door de Juno-60, die deze mogelijkheid wel heeft, en weer later door de Juno-106 met een MIDI-interface.
De Juno-6 werd gebruikt door artiesten als Duran Duran, Enya, Sean Lennon, Sneaker Pimps, Erasure en Banco de Gaia.

## Technische gegevens
- Klankopwekking: digitaal bestuurde analoge oscillators
- Polyfonie: 6 stemmen
- Multitimbraal: 1 timbre
- Oscillators: 6 (1 per stem), met drie vormen (pulsgolf, zaagtand, blokgolf)
- Filters: 1 hoogdoorlaatfilter (niet-resonerend) en 1 laagdoorlaatfilter (resonerend) van 24 dB per octaaf
- LFO: 1, met instelbare snelheid en vertraging
- Geheugen: geen
- Besturing: filteringang en een klokingang voor de arpeggiator
- Klavier: 61 toetsen
- Ingebouwde effecten: Chorus (twee soorten)